# گرلوسبرگ
گرلوسبرگ (به آلمانی: Gerlosberg) یک منطقهٔ مسکونی در اتریش است که در شواس واقع شده‌است. گرلوسبرگ ۱۶٫۱۹ کیلومتر مربع مساحت دارد ۱٬۰۵۰ متر بالاتر از سطح دریا واقع شده‌است.